# Prosopocera blairiella
Prosopocera blairiella là một loài bọ cánh cứng trong họ Cerambycidae.